# علامات الضبط والوقف في المصحف
الضبط لغة: هو من ضَبَطَ الشيءَ ضَبْطاً، أي: حَفِظَه بالحَزْمِ حِفْظاً بَلِيغاً، وَضَبَطَ الكتاب، أي: صَحَّحَهُ.
اصطلاحات ضبط المصحف اصطلاحا: أما اصطلاحات الضبط فيراد منها: ما يتعلق بضبط الحروف بالحركات الإعرابية من فتح وضم، وكسر وسكون، وشد ومد، وهي القواعد التي تضبط ما يتعلق بالحركات المرسومة حول الحروف، وهو ما يسمى عند العلماء بالنقط، وهو نوعان على ما سيأتي.
وقد وضع العلماء هذه القواعد والأحكام والعلامات اجتهاد منهم، ووضعوها لضبط المصحف الشريف، لحفظه وسلامته من الغلط في القراءة، وتجنب الخطأ في فهم معاني الآيات القرآنية.

## نشأتها
كانت المصاحف العثمانية خالية من النقط والشكل اعتمادا على الحفظ والسَّلِيقَةِ العربية السليمة، والتي لا تحتاج إلى علامات ضبط بالحركات، ولا إلى الإعجام بالنقط، والعرب في بداية عهودهم لم يكونوا يحتاجوا إلى علامات الضبط لأصالة تلك السليقة.
ولما اتسعت رقعة الدولة الإسلامية، وكَثُرَ الداخلون في الإسلام، وكانوا من العرب، ومن غيرهم، واختلط العرب بغيرهم، وضعفت الملكة العربية، والسليقة الأفصحية، ظهرت الحاجة إلى ضبط ألفاظ القرآن الكريم حفاظا على نصه من التبديل والتغيير والتحريف، فظهر هذا العلم الجليل.
ولقد مر ظهور هذا الفن بمراحل، وأول هذه المراحل حينما طلب زِيَاد والي البصرة من أَبِي الأَسْوَدِ الدُّؤَلِي أن يضع للناس علامات تدل على الحركات والسكنات، وفي زمن الخليفة عَبْدِ المَلِكِ بنِ مَرْوَان تَفَشَّى اللَّحْنُ، وَوَقَعَ الناس في التَّصْحِيفِ، فأمر الحَجَّاجُ بنُ يُوسُفَ الثَّقَفِيّ واليه على العراق أن يَتَدَارَكَ هذا الخطر الذي يداهم كتاب لفظ الجلالة عز وجل، فانْتَدَبَ الحَجَّاجُ: عَالِمَيْنِ من علماء العربية هما: نَصْرَ بنَ عَاصِمٍ، وَيَحْيَى بنُ يَعْمُر، فقاما بنقط الحروف المتشابهة في الرسم للتمييز بينها.
وفي زمن الدولة العباسية قيض لفظ الجلالة عز وجل عالم العربية وخرجتها الخَلِيلَ بنَ أَحْمَدَ الفَرَاهِيدِي للاضطِّلاَعِ بمسؤولية تَعْدِيلِ المَجْهُودَاتِ التِّي سَبَقَتْهُ لضبط حركات وشكل كلمات القرآن الكريم، فجعل النقطة التي تدل على الضم وأووا صغيرة فوق الحرف، والنقطة التي تدل على الفتحة ألفا صغيرة مَبْطُوحَةً، والنقطة الدالة على الكسرة ياء صغيرة، ثم ابتكر علامة للشَّدَةِ رَأْسَ شِينٍ لِلْحَرْفِ المُشَدَّد، وللسكون رأس خاء، وجعل علامة خاصة للمد.
وفي القرن الثالث الهجري ابْتُكِرَتْ عَلاَمَاتٌ مُمَيِّزَةً، فجعل للحرف المشدد علامة كَالقَوْس، ولألف المد جَرَّة فوقها، أو تحتها، أو وسطها على حسب ما قبلها من فتحة أو ضمة أو كسرة، ثم تدرج العلماء بعد ذلك وأخذوا يُحَسِّنُونَ في هذه العلامات وَتطْوِيرِهَا، وابْتِكَارِ كل ما من شأنه أن يضبط الكلمات القرآنية ويحفظها، حتى وضعوا رموزا خاصة برؤوس الآي، وعلامات الوقف، وعلامة السجدات، وعلامات تَقْسِيم المُصْحَفِ إلى أَجْزَاءَ وَأَحْزَابَ مناع القطان؛ فقد قُسِّمَ المُصْحَفُ إلى ثَلاَثِينَ جُزْءا، ثُمَّ قَسَّمُوا الجُزْءَ إِلى حِزْبَيْنِ، وَقَسَّمُوا الحِزْبَ إِلى أَرْبَعَةِ أَرْبَاع.
وكان أول أمر بذلك المَأْمُونُ العَبَّاسِيِّ، وقد كانوا يَضَعُونَ ثَلاَثَ نُقَاطٍ عند انتهاء الآية، وكانوا يضعون لفظ: «خمس آيات» عند انقضاء خمس آيات، ولفظ «عشر آيات» عند انتهاء عشر آيات، وهكذا يعيدون لفظ العشرة عند تكرار العد.
ولقد كان هذا التقسيم لتسهيل حفظ القرآن الكريم خاصة للسور الطِّوَال

## أنواع اصطلاحات الضبط
تنقسم اصطلاحات الضبط إلى نوعين، هما:
- النوع الأول: نَقْطُ إِعْرَابٍ: وهو ما يوضع على الحروف من حركات تُمَيِّزُهُ عن غيره من فتحة وضمة وكسرة وسكون، ونحوها.
- النوع الثاني: نَقْطُ إِعْجَامٍ: وهو النقط الذي تَتَمَيَّزُ فيه الحروف، كالتمييز بين الطاء، وتسمى المهملة والظاء، وتسمى المعجمة المسالة، وهكذا.

## أهمية هذا الفن
تتلخص أهمية وضع اصطلاحات ضبط المصحف في الأمور التالية:
1. إرشاد القارئ إلى مواضع الوقف الجائز والممنوع.
2. إرشاد القارئ إلى أحكام التجويد، كأحكام الإدغام، والاظهار، والمدود.
3. إعانة المتعلم على تجويد كلام لفظ الجلالة تعالى بيسر وسهولة أثناء التلاوة.
4. إرشاد القارئ إلى سلامة نطق ومعرفة الحروف الهجائية بمعرفة اصطلاحات ضبط المصحف.[6]
5. سلامة الفهم لمعاني كلمات القرآن الكريم، وحفظه من وقوع اللحن فيه.
6. إعانة القارئ على التأني في قراءة القرآن الكريم والتدبر والخشوع، والانشغال بالتفكير في معنى الآية.
7. حفظ القرآن الكريم من الضياع.
8. توحيد المصحف بنسخة واحدة في اللفظ.[7]

## اصطلاحات الضبط للمصاحف
لكل مصحف اصطلاحات ضبط اتفق عليها طابعوه، وهي تختلف من مصحف لآخر، ويعود سبب الاختلاف إلى الاختلاف في التفسير والإعراب وغير ذلك.

### مصحف المدينة المنورة
كُتِب هذا المصحفُ وضُبط على ما يوافق روايةَ حَفْصِ بنِ سُلَيْمَانِ بنِ المُغِيرَةَ الأسدي الكوفي لقراءة عَاصِمِ بنِ أَبِي النَّجُودِ الكُوفِيّ التَّابِعِيِّ عن أَبِي عَبْدِ الرَّحْمَنِ عَبْدِ اللهِ بنِ حَبِيبِ السُّلَميّ عن عُثْمَانَ بنِ عَفَّانَ وَعَلِيّ بنِ أَبِي طَالِبٍ وَزَيْدِ بنِ ثَابِتٍ وَأُبَيِّ بنِ كَعْبٍ عنِ النَّبِيِّ صلى الله عليه وسلم.
وأُخِذَ هجاؤه مما رواه علماء الرسم عن المصاحف التي بعث بها الخليفة الراشد عُثْمَانُ بنُ عَفَّانَ رضي الله عنه إلى البَصْرَةِ والكُوفَةِ والشَّامِ وَمَكَةَ، والمُصْحَف الذي جعله لأهل المدينة، والمصحف الذي اختص به نفسه، وعن المصاحف المُنْتَسَخَةِ منها.
وقد روعي في ذلك ما نقله الشيخان أَبُو عَمْرِو الدَّانِي وَأََبُو دَاودَ سُلَيْمَانُ بنُ نَجَاح مع تَرْجِيحِ الثَّانِي عِنْدَ الاخْتِلاَفِ.
هذا؛ وكل حرف من حروف هذا المصحف موافق لنظيره في المصاحف العثمانية الستة السابق ذكرها.
وأُخِذَت طريقةُ ضبطه مما قرره علماء الضَّبْطِ على حسب ما ورد في كتاب «الطَّرَازِ عَلَى ضَبْطِ الخَرَّازِ» للإِمَامِ التَّنَسِىّ مع الأخذ بعلامات الخَلِيلِ بنِ أَحْمَدَ وأَتْبَاعِه من المَشَارِقَةِ، بَدَلاً من عَلاَمَاتِ الأَنْدَلُسِيّينَ وَالمَغَارِبَةِ.

#### استعراض لأهم اصطلاحات الضبط المُسْتَخْدَمَة في هذا المصحف الشريف
1. ضْع الصِّفر المستدير (5) فوق حرفِ عِلَّة يدل على زيادة ذلك الحرف فلا يُنْطقُ به في الوصل ولا في الوقف، نحو قوله تعالى: ﴿رَسُولٌ مِنَ اللَّهِ يَتْلُو صُحُفًا مُطَهَّرَةً ۝٢﴾ سورة البينة آية 2، الصفر المستدير فوق حرف العلة يدل على حذف الحرف وصلا ووقفا وقوله تعالى: ﴿أُولَئِكَ عَلَى هُدًى مِنْ رَبِّهِمْ وَأُولَئِكَ هُمُ الْمُفْلِحُونَ ۝٥﴾: سورة البقرة آية 5، الصفر المستدير فوق حرف العلة يدل ليحذف الحرف وصلا ووقفا، وقوله تعالى ﴿وَلَقَدْ كُذِّبَتْ رُسُلٌ مِنْ قَبْلِكَ فَصَبَرُوا عَلَى مَا كُذِّبُوا وَأُوذُوا حَتَّى أَتَاهُمْ نَصْرُنَا وَلَا مُبَدِّلَ لِكَلِمَاتِ اللَّهِ وَلَقَدْ جَاءَكَ مِنْ نَبَإِ الْمُرْسَلِينَ ۝٣٤﴾ سورة الأنعام آية 34 الصفر المستدير فوق حرف العلة يدل ليحذف الحرف وصلا ووقفا، وقوله تعالى: ﴿وَالسَّمَاءَ بَنَيْنَاهَا بِأَيْدٍ وَإِنَّا لَمُوسِعُونَ ۝٤٧﴾ الذاريات آية 47 الصفر المستدير فوق حرف العلة يدل على حذف الحرف وصلا ووقفا.
2. وضْع الصِّفر المستطيل القائم  فوق ألِف بعدها متحرّك يدلُّ على زيادتها وصلا لا وقفا، نحو قوله تعالى: ﴿قَالَ أَنَا خَيْرٌ مِنْهُ خَلَقْتَنِي مِنْ نَارٍ وَخَلَقْتَهُ مِنْ طِينٍ ۝٧٦﴾ سورة ص آية 76 الصفر المستطيل فوق الألف يدل على زيادتها وصلا، والنطق بها وقفا وجه إثبات الألف وقفا، وقوله تعالى: ﴿لَكِنَّا هُوَ اللَّهُ رَبِّي وَلَا أُشْرِكُ بِرَبِّي أَحَدًا ۝٣٨﴾ الكهف آية 38 الصفر المستطيل فوق الألف يدل على زيادتها وصلا، والنطق بها وقفا وجه إثبات الألف وقفا.
وأهملت الألف التي بعدها ساكن، نحو قوله تعالى: ﴿وَقُلْ إِنِّي أَنَا النَّذِيرُ الْمُبِينُ ۝٨٩﴾ الحجر آية 89 موجه حذف الألف وصلا وجه إثبات الألف وقفا. من وضع الصفر المستطيل فوقها، وإن كان حكمها مثل التي بعدها متحرك في أنها تسقط وصلا وتثبت وقفا لعدم توهم ثبوتها وصلا.
3. وضع رأس خاء صغيرة (بدون نقطة) آية 26، موضع السكون على الحرف يدل على أنه حرف مظهر عند الحرف الذي بعده، وقوله تعالى: ﴿قَدْ سَمِعَ اللَّهُ قَوْلَ الَّتِي تُجَادِلُكَ فِي زَوْجِهَا وَتَشْتَكِي إِلَى اللَّهِ وَاللَّهُ يَسْمَعُ تَحَاوُرَكُمَا إِنَّ اللَّهَ سَمِيعٌ بَصِيرٌ ۝١﴾ المجادلة آية 1، موضع السكون على الحرف يدل على أنه حرف مظهر عند الحرف الذي بعده، وقوله تعالى: ﴿قَالُوا سَوَاءٌ عَلَيْنَا أَوَعَظْتَ أَمْ لَمْ تَكُنْ مِنَ الْوَاعِظِينَ ۝١٣٦﴾ الشعراء آية 136 موضع السكون على الحرف يدل على أنه حرف مظهر عند الحرف الذي بعده، وقوله تعالى: ﴿كَالَّذِينَ مِنْ قَبْلِكُمْ كَانُوا أَشَدَّ مِنْكُمْ قُوَّةً وَأَكْثَرَ أَمْوَالًا وَأَوْلَادًا فَاسْتَمْتَعُوا بِخَلَاقِهِمْ فَاسْتَمْتَعْتُمْ بِخَلَاقِكُمْ كَمَا اسْتَمْتَعَ الَّذِينَ مِنْ قَبْلِكُمْ بِخَلَاقِهِمْ وَخُضْتُمْ كَالَّذِي خَاضُوا أُولَئِكَ حَبِطَتْ أَعْمَالُهُمْ فِي الدُّنْيَا وَالْآخِرَةِ وَأُولَئِكَ هُمُ الْخَاسِرُونَ ۝٦٩﴾ التوبة آية 69 موضع السكون على الحرف يدل على أنه حرف مظهر عند الحرف الذي بعده.
4. تعرية الحرف من علامة السُّكُون مَع تَشْدِيدِ الحرفِ التالي، يدُلُّ على إِدْغَامِ الحرف الأَوَّلِ في الثَّانِي إِدْغَاماً كَامِلاً، نحو قوله تعالى: ﴿قَالَ قَدْ أُجِيبَتْ دَعْوَتُكُمَا فَاسْتَقِيمَا وَلَا تَتَّبِعَانِّ سَبِيلَ الَّذِينَ لَا يَعْلَمُونَ ۝٨٩﴾ يونس آية 89، إدغام متجانسين صغير كامل، وقوله تعالى: ﴿وَلَوْ شِئْنَا لَرَفَعْنَاهُ بِهَا وَلَكِنَّهُ أَخْلَدَ إِلَى الْأَرْضِ وَاتَّبَعَ هَوَاهُ فَمَثَلُهُ كَمَثَلِ الْكَلْبِ إِنْ تَحْمِلْ عَلَيْهِ يَلْهَثْ أَوْ تَتْرُكْهُ يَلْهَثْ ذَلِكَ مَثَلُ الْقَوْمِ الَّذِينَ كَذَّبُوا بِآيَاتِنَا فَاقْصُصِ الْقَصَصَ لَعَلَّهُمْ يَتَفَكَّرُونَ ۝١٧٦﴾ الأعراف آية 176، إدغام متجانسين صغير كامل، وقوله تعالى: ﴿وَإِذْ قَالَتْ طَائِفَةٌ مِنْهُمْ يَا أَهْلَ يَثْرِبَ لَا مُقَامَ لَكُمْ فَارْجِعُوا وَيَسْتَأْذِنُ فَرِيقٌ مِنْهُمُ النَّبِيَّ يَقُولُونَ إِنَّ بُيُوتَنَا عَوْرَةٌ وَمَا هِيَ بِعَوْرَةٍ إِنْ يُرِيدُونَ إِلَّا فِرَارًا ۝١٣﴾ الأحزاب آية 13 إدغام متجانسين صغير كامل، وقوله تعالى: ﴿وَلْيَسْتَعْفِفِ الَّذِينَ لَا يَجِدُونَ نِكَاحًا حَتَّى يُغْنِيَهُمُ اللَّهُ مِنْ فَضْلِهِ وَالَّذِينَ يَبْتَغُونَ الْكِتَابَ مِمَّا مَلَكَتْ أَيْمَانُكُمْ فَكَاتِبُوهُمْ إِنْ عَلِمْتُمْ فِيهِمْ خَيْرًا وَآتُوهُمْ مِنْ مَالِ اللَّهِ الَّذِي آتَاكُمْ وَلَا تُكْرِهُوا فَتَيَاتِكُمْ عَلَى الْبِغَاءِ إِنْ أَرَدْنَ تَحَصُّنًا لِتَبْتَغُوا عَرَضَ الْحَيَاةِ الدُّنْيَا وَمَنْ يُكْرِهُّنَّ فَإِنَّ اللَّهَ مِنْ بَعْدِ إِكْرَاهِهِنَّ غَفُورٌ رَحِيمٌ ۝٣٣﴾ النور آية 33، إدغام مثماثلين صغير كامل، وقوله تعالى: ﴿أَلَمْ نَخْلُقْكُمْ مِنْ مَاءٍ مَهِينٍ ۝٢٠﴾ المرسلات آية 20 إدغام متقاربين صغير كامل، على أرجح الوجهين فيه.
5. تَعْرِيَةُ مع عدم تَشْدِيدِ الحرف التَّالِي يدُلُّ على الحكمين التاليين:
الحكم الأول: إدغام الأول في الثاني إدغاما ناقصا ببقاء صفة الغنة في نحو قوله تعالى: ﴿وَمِنَ النَّاسِ مَنْ يَقُولُ آمَنَّا بِاللَّهِ وَبِالْيَوْمِ الْآخِرِ وَمَا هُمْ بِمُؤْمِنِينَ ۝٨﴾ البقرة آية 8 إدغام بغنة، وقوله تعالى: ﴿لَهُ مُعَقِّبَاتٌ مِنْ بَيْنِ يَدَيْهِ وَمِنْ خَلْفِهِ يَحْفَظُونَهُ مِنْ أَمْرِ اللَّهِ إِنَّ اللَّهَ لَا يُغَيِّرُ مَا بِقَوْمٍ حَتَّى يُغَيِّرُوا مَا بِأَنْفُسِهِمْ وَإِذَا أَرَادَ اللَّهُ بِقَوْمٍ سُوءًا فَلَا مَرَدَّ لَهُ وَمَا لَهُمْ مِنْ دُونِهِ مِنْ وَالٍ ۝١١﴾ الرعد آية 11 إدغام بغنة، وبقاء صفة الإطباق في نحو قوله تعالى: ﴿فَلَمَّا اسْتَيْأَسُوا مِنْهُ خَلَصُوا نَجِيًّا قَالَ كَبِيرُهُمْ أَلَمْ تَعْلَمُوا أَنَّ أَبَاكُمْ قَدْ أَخَذَ عَلَيْكُمْ مَوْثِقًا مِنَ اللَّهِ وَمِنْ قَبْلُ مَا فَرَّطْتُمْ فِي يُوسُفَ فَلَنْ أَبْرَحَ الْأَرْضَ حَتَّى يَأْذَنَ لِي أَبِي أَوْ يَحْكُمَ اللَّهُ لِي وَهُوَ خَيْرُ الْحَاكِمِينَ ۝٨٠﴾ يوسف آية 80، ﴿لَئِنْ بَسَطْتَ إِلَيَّ يَدَكَ لِتَقْتُلَنِي مَا أَنَا بِبَاسِطٍ يَدِيَ إِلَيْكَ لِأَقْتُلَكَ إِنِّي أَخَافُ اللَّهَ رَبَّ الْعَالَمِينَ ۝٢٨﴾ المائدة آية 28.
الحكم الثاني: الإخفاء: إخفاء الحرف عنده فلا هو مظهر حتى يقرعه اللسان ولا هو مُدْغَم حتى يقلب من جنس الحرف التالي نحو قوله تعالى: ﴿وَبَشِّرِ الَّذِينَ آمَنُوا وَعَمِلُوا الصَّالِحَاتِ أَنَّ لَهُمْ جَنَّاتٍ تَجْرِي مِنْ تَحْتِهَا الْأَنْهَارُ كُلَّمَا رُزِقُوا مِنْهَا مِنْ ثَمَرَةٍ رِزْقًا قَالُوا هَذَا الَّذِي رُزِقْنَا مِنْ قَبْلُ وَأُتُوا بِهِ مُتَشَابِهًا وَلَهُمْ فِيهَا أَزْوَاجٌ مُطَهَّرَةٌ وَهُمْ فِيهَا خَالِدُونَ ۝٢٥﴾ في (من ثمرةٍ) البقرة آية 25 الإخفاء الحقيقي، وقوله تعالى: ﴿إِنَّ رَبَّهُمْ بِهِمْ يَوْمَئِذٍ لَخَبِيرٌ ۝١١﴾ العاديات آية 11 في (إن ربهم بهم) الإخفاء الشفوي.
6. وضعُ ميم صغيرة (م) بَدَل الحركة الثانية من المنوَّن أو على قلب التنوين أو النون ميماً، نحو قوله تعالى: ﴿هَا أَنْتُمْ أُولَاءِ تُحِبُّونَهُمْ وَلَا يُحِبُّونَكُمْ وَتُؤْمِنُونَ بِالْكِتَابِ كُلِّهِ وَإِذَا لَقُوكُمْ قَالُوا آمَنَّا وَإِذَا خَلَوْا عَضُّوا عَلَيْكُمُ الْأَنَامِلَ مِنَ الْغَيْظِ قُلْ مُوتُوا بِغَيْظِكُمْ إِنَّ اللَّهَ عَلِيمٌ بِذَاتِ الصُّدُورِ ۝١١٩﴾ آل عمران آية 119، وقوله تعالى: ﴿فَلَا تَعْلَمُ نَفْسٌ مَا أُخْفِيَ لَهُمْ مِنْ قُرَّةِ أَعْيُنٍ جَزَاءً بِمَا كَانُوا يَعْمَلُونَ ۝١٧﴾ السجدة آية 17 القلب، وقوله تعالى: ﴿فَكَانَتْ هَبَاءً مُنْبَثًّا ۝٦﴾ الواقعة آية 6 القلب.
7. تركيب الحركتين: (ضمتين أو فتحتين أو كسرتين) هكذا: يدُلُّ على إظهار التنوين، نحو قوله تعالى: ﴿يَا أَيُّهَا الَّذِينَ آمَنُوا لَا تُقَدِّمُوا بَيْنَ يَدَيِ اللَّهِ وَرَسُولِهِ وَاتَّقُوا اللَّهَ إِنَّ اللَّهَ سَمِيعٌ عَلِيمٌ ۝١﴾ [الحجرات:1] إظهار حلقي، وقوله تعالى: ﴿لَا يَذُوقُونَ فِيهَا بَرْدًا وَلَا شَرَابًا ۝٢٤ إِلَّا حَمِيمًا وَغَسَّاقًا ۝٢٥﴾ النبأ آية 24-25 إظهار حلقي، وقوله تعالى: ﴿وَيَقُولُ الَّذِينَ كَفَرُوا لَوْلَا أُنْزِلَ عَلَيْهِ آيَةٌ مِنْ رَبِّهِ إِنَّمَا أَنْتَ مُنْذِرٌ وَلِكُلِّ قَوْمٍ هَادٍ ۝٧﴾ الرعد آية 7 إظهار حلقي.
8. تتابُعُ الحركتين هكذا مع تشديد الحرف التالي يدُلُّ على الإدغام الكامل نحو قوله تعالى: ﴿وَإِذَا رَأَيْتَهُمْ تُعْجِبُكَ أَجْسَامُهُمْ وَإِنْ يَقُولُوا تَسْمَعْ لِقَوْلِهِمْ كَأَنَّهُمْ خُشُبٌ مُسَنَّدَةٌ يَحْسَبُونَ كُلَّ صَيْحَةٍ عَلَيْهِمْ هُمُ الْعَدُوُّ فَاحْذَرْهُمْ قَاتَلَهُمُ اللَّهُ أَنَّى يُؤْفَكُونَ ۝٤﴾ المنافقون آية 4 إدغام كامل، وقوله تعالى: ﴿وَاللَّذَانِ يَأْتِيَانِهَا مِنْكُمْ فَآذُوهُمَا فَإِنْ تَابَا وَأَصْلَحَا فَأَعْرِضُوا عَنْهُمَا إِنَّ اللَّهَ كَانَ تَوَّابًا رَحِيمًا ۝١٦﴾ النساء آية 16 إدغام كامل.
9. تتابُعُ الحركتين مع عدم التشديد يدُلُّ على الحكمين التاليين:
الحكم الأول: الإدغام الناقص، نحو قوله تعالى: ﴿وُجُوهٌ يَوْمَئِذٍ نَاعِمَةٌ ۝٨﴾ سورة الغاشية آية 8 الإدغام الناقص، وقوله تعالى: ﴿وَاسْتَغْفِرُوا رَبَّكُمْ ثُمَّ تُوبُوا إِلَيْهِ إِنَّ رَبِّي رَحِيمٌ وَدُودٌ ۝٩٠﴾ هود آية 90 الإدغام الناقص.
الحكم الثاني: الإخفاء، نحو قوله تعالى: ﴿إِلَّا مَنْ خَطِفَ الْخَطْفَةَ فَأَتْبَعَهُ شِهَابٌ ثَاقِبٌ ۝١٠﴾ الصافات آية 10 الإخفاء الحقيقي، وقوله تعالى: ﴿يَوْمَ يَخْرُجُونَ مِنَ الْأَجْدَاثِ سِرَاعًا كَأَنَّهُمْ إِلَى نُصُبٍ يُوفِضُونَ ۝٤٣﴾ المعارج آية 43 الإخفاء الحقيقي، وقوله تعالى: ﴿بِأَيْدِي سَفَرَةٍ ۝١٥ كِرَامٍ بَرَرَةٍ ۝١٦﴾ عبس آية 15-16 الإخفاء الحقيقي، فتركيب الحركتين بمنزلة وضع السكون على الحرف، وتتابعهما بمنزلة تَعْريته عنه.
10. الحروفُ الصغيرة تدل على أعيان الحروف المتروكة في المصاحف العُثْمانية مع وجوب النطق بها، نحو قوله تعالى: ﴿ذَلِكَ الْكِتَابُ لَا رَيْبَ فِيهِ هُدًى لِلْمُتَّقِينَ ۝٢﴾ البقرة آية 2 ترك كتابة الألف، وإلحاق ألف صغيرة فوق الألف لتدل عليها، وقوله تعالى: ﴿وَإِنَّ مِنْهُمْ لَفَرِيقًا يَلْوُونَ أَلْسِنَتَهُمْ بِالْكِتَابِ لِتَحْسَبُوهُ مِنَ الْكِتَابِ وَمَا هُوَ مِنَ الْكِتَابِ وَيَقُولُونَ هُوَ مِنْ عِنْدِ اللَّهِ وَمَا هُوَ مِنْ عِنْدِ اللَّهِ وَيَقُولُونَ عَلَى اللَّهِ الْكَذِبَ وَهُمْ يَعْلَمُونَ ۝٧٨﴾ آل عمران آية 78.
وقوله تعالى: ﴿إِنَّ وَلِيِّيَ اللَّهُ الَّذِي نَزَّلَ الْكِتَابَ وَهُوَ يَتَوَلَّى الصَّالِحِينَ ۝١٩٦﴾ الأعراف آية 196 ترك كتابة الياء، وكتابة ياء صغيرة لتدل عليها.
وقوله تعالى: ﴿إِيلَافِهِمْ رِحْلَةَ الشِّتَاءِ وَالصَّيْفِ ۝٢﴾ قريش آية 2 ترك كتابة الياء، وإلحاق العلامة الدالة عليها.
وقوله تعالى: ﴿فَاسْتَجَبْنَا لَهُ وَنَجَّيْنَاهُ مِنَ الْغَمِّ وَكَذَلِكَ نُنْجِي الْمُؤْمِنِينَ ۝٨٨﴾ الأنبياء آية 88 نترك كتابة النون، وإلحاق نون صغيرة فوقها.
وكان علماء الضبط يُلحقون هذه الأحرف حَمْرَاء بقدر حروف الكتابة الأصلية، ولكن تعسَّر ذلك في المطابع فاكتفي بتصغيرها في الدلالة على المقصود.
11. إذا كان الحرف المتروك له بدلٌ في الكتابة الأصلية عُوِّل في النطق على الحرف المُلْحَق لا البدل، نحو قوله تعالى: ﴿الَّذِينَ يُؤْمِنُونَ بِالْغَيْبِ وَيُقِيمُونَ الصَّلَاةَ وَمِمَّا رَزَقْنَاهُمْ يُنْفِقُونَ ۝٣﴾ البقرة آية 3 المعول عيه في النطق الحرف الملحق، وهو الألف هنا، لا الحرف البدل، قوله تعالى: ﴿الَّذِينَ يَأْكُلُونَ الرِّبَا لَا يَقُومُونَ إِلَّا كَمَا يَقُومُ الَّذِي يَتَخَبَّطُهُ الشَّيْطَانُ مِنَ الْمَسِّ ذَلِكَ بِأَنَّهُمْ قَالُوا إِنَّمَا الْبَيْعُ مِثْلُ الرِّبَا وَأَحَلَّ اللَّهُ الْبَيْعَ وَحَرَّمَ الرِّبَا فَمَنْ جَاءَهُ مَوْعِظَةٌ مِنْ رَبِّهِ فَانْتَهَى فَلَهُ مَا سَلَفَ وَأَمْرُهُ إِلَى اللَّهِ وَمَنْ عَادَ فَأُولَئِكَ أَصْحَابُ النَّارِ هُمْ فِيهَا خَالِدُونَ ۝٢٧٥﴾ البقرة آية 275 المعول عيه في النطق الحرف الملحق، وهو الألف هنا، لا الحرف البدل، وقوله تعالى: ﴿نَزَّلَ عَلَيْكَ الْكِتَابَ بِالْحَقِّ مُصَدِّقًا لِمَا بَيْنَ يَدَيْهِ وَأَنْزَلَ التَّوْرَاةَ وَالْإِنْجِيلَ ۝٣﴾ آل عمران آية 3 المعول عيه في النطق الحرف الملحق، وهو الألف هنا، لا الحرف البدل، ونحو قوله تعالى: ﴿مَنْ ذَا الَّذِي يُقْرِضُ اللَّهَ قَرْضًا حَسَنًا فَيُضَاعِفَهُ لَهُ أَضْعَافًا كَثِيرَةً وَاللَّهُ يَقْبِضُ وَيَبْسُطُ وَإِلَيْهِ تُرْجَعُونَ ۝٢٤٥﴾ البقرة آية 245 المعول عيه في النطق الحرف الملحق، وهو الصاد هنا، لا الحرف البدل، وقوله تعالى: ﴿أُبَلِّغُكُمْ رِسَالَاتِ رَبِّي وَأَنَا لَكُمْ نَاصِحٌ أَمِينٌ ۝٦٨﴾ الأعراف آية 69 المعول عيه في النطق الحرف الملحق، وهو الصاد هنا، لا الحرف البدل.
فإن وضعت السين تحت الصاد دلَّ على أن النُّطق بالصاد أشهر وذلك في لفظ: ﴿أَمْ عِنْدَهُمْ خَزَائِنُ رَبِّكَ أَمْ هُمُ الْمُسَيْطِرُونَ ۝٣٧﴾ الطور آية 37 النطق بحرف السين أشهر النطق الصاد أقل شهرة.
12. وضع هذه العلامة (~) فوق الحرف يدل على لزوم مدّه مدّا زائدا على المدّ الأصلي الطبيعي، نحو قوله تعالى: ﴿الم ۝١﴾ البقرة آية 1 مد لازم حرفي مثقل ثم مخفف بقدار ست حركات، وقوله تعالى: ﴿فَإِذَا جَاءَتِ الطَّامَّةُ الْكُبْرَى ۝٣٤﴾ النازعات آية 34 لازم كلمي مثقل، وقوله تعالى: ﴿وَالْمُطَلَّقَاتُ يَتَرَبَّصْنَ بِأَنْفُسِهِنَّ ثَلَاثَةَ قُرُوءٍ وَلَا يَحِلُّ لَهُنَّ أَنْ يَكْتُمْنَ مَا خَلَقَ اللَّهُ فِي أَرْحَامِهِنَّ إِنْ كُنَّ يُؤْمِنَّ بِاللَّهِ وَالْيَوْمِ الْآخِرِ وَبُعُولَتُهُنَّ أَحَقُّ بِرَدِّهِنَّ فِي ذَلِكَ إِنْ أَرَادُوا إِصْلَاحًا وَلَهُنَّ مِثْلُ الَّذِي عَلَيْهِنَّ بِالْمَعْرُوفِ وَلِلرِّجَالِ عَلَيْهِنَّ دَرَجَةٌ وَاللَّهُ عَزِيزٌ حَكِيمٌ ۝٢٢٨﴾ البقرة آية 228 مد واجب متصل بمقدار ست حركات وقفا، ﴿وَلَمَّا جَاءَتْ رُسُلُنَا لُوطًا سِيءَ بِهِمْ وَضَاقَ بِهِمْ ذَرْعًا وَقَالَ هَذَا يَوْمٌ عَصِيبٌ ۝٧٧﴾ هود آية 77 مد واجب متصل بمقدار أربع حركات، وقوله تعالى: ﴿وَلَمْ يَكُنْ لَهُمْ مِنْ شُرَكَائِهِمْ شُفَعَاءُ وَكَانُوا بِشُرَكَائِهِمْ كَافِرِينَ ۝١٣﴾ الروم آية 13 مد واجب متصل بمقدار ست حركات وقفا. ﴿هُوَ الَّذِي أَنْزَلَ عَلَيْكَ الْكِتَابَ مِنْهُ آيَاتٌ مُحْكَمَاتٌ هُنَّ أُمُّ الْكِتَابِ وَأُخَرُ مُتَشَابِهَاتٌ فَأَمَّا الَّذِينَ فِي قُلُوبِهِمْ زَيْغٌ فَيَتَّبِعُونَ مَا تَشَابَهَ مِنْهُ ابْتِغَاءَ الْفِتْنَةِ وَابْتِغَاءَ تَأْوِيلِهِ وَمَا يَعْلَمُ تَأْوِيلَهُ إِلَّا اللَّهُ وَالرَّاسِخُونَ فِي الْعِلْمِ يَقُولُونَ آمَنَّا بِهِ كُلٌّ مِنْ عِنْدِ رَبِّنَا وَمَا يَذَّكَّرُ إِلَّا أُولُو الْأَلْبَابِ ۝٧﴾ آل عمران آية 7 مد جائز منفصل بمقدار أربع حركات.
وقوله تعالى: ﴿إِنَّ اللَّهَ لَا يَسْتَحْيِي أَنْ يَضْرِبَ مَثَلًا مَا بَعُوضَةً فَمَا فَوْقَهَا فَأَمَّا الَّذِينَ آمَنُوا فَيَعْلَمُونَ أَنَّهُ الْحَقُّ مِنْ رَبِّهِمْ وَأَمَّا الَّذِينَ كَفَرُوا فَيَقُولُونَ مَاذَا أَرَادَ اللَّهُ بِهَذَا مَثَلًا يُضِلُّ بِهِ كَثِيرًا وَيَهْدِي بِهِ كَثِيرًا وَمَا يُضِلُّ بِهِ إِلَّا الْفَاسِقِينَ ۝٢٦﴾ البقرة آية 26 مد جائز منفصل بمقدار أربع حركات، وقوله تعالى: ﴿وَالَّذِينَ يُؤْمِنُونَ بِمَا أُنْزِلَ إِلَيْكَ وَمَا أُنْزِلَ مِنْ قَبْلِكَ وَبِالْآخِرَةِ هُمْ يُوقِنُونَ ۝٤﴾ البقرة آية 4 مد جائز منفصل بمقدار أربع حركات على تفصيل يعلم من فنّ التجويد.
ولا تستعمل هذه العلامة للدلالة على ألف محذوفة بعد ألف مكتوبة مثلا ﴿وَبَشِّرِ الَّذِينَ آمَنُوا وَعَمِلُوا الصَّالِحَاتِ أَنَّ لَهُمْ جَنَّاتٍ تَجْرِي مِنْ تَحْتِهَا الْأَنْهَارُ كُلَّمَا رُزِقُوا مِنْهَا مِنْ ثَمَرَةٍ رِزْقًا قَالُوا هَذَا الَّذِي رُزِقْنَا مِنْ قَبْلُ وَأُتُوا بِهِ مُتَشَابِهًا وَلَهُمْ فِيهَا أَزْوَاجٌ مُطَهَّرَةٌ وَهُمْ فِيهَا خَالِدُونَ ۝٢٥﴾ البقرة آية 25، كما وُضع غلطا في كثير من المصاحف بل تكتب ﴿وَبَشِّرِ الَّذِينَ آمَنُوا وَعَمِلُوا الصَّالِحَاتِ أَنَّ لَهُمْ جَنَّاتٍ تَجْرِي مِنْ تَحْتِهَا الْأَنْهَارُ كُلَّمَا رُزِقُوا مِنْهَا مِنْ ثَمَرَةٍ رِزْقًا قَالُوا هَذَا الَّذِي رُزِقْنَا مِنْ قَبْلُ وَأُتُوا بِهِ مُتَشَابِهًا وَلَهُمْ فِيهَا أَزْوَاجٌ مُطَهَّرَةٌ وَهُمْ فِيهَا خَالِدُونَ ۝٢٥﴾ البقرة آية 25 بهمزة وألف بعدها.
13. الدائرة المحلاة التي في جوفها رقم تدل بهيئتها على انتهاء الآية وبرقمها على عدد تلك الآية في السورة، نحو: ﴿إِنَّا أَعْطَيْنَاكَ الْكَوْثَرَ ۝١ فَصَلِّ لِرَبِّكَ وَانْحَرْ ۝٢ إِنَّ شَانِئَكَ هُوَ الْأَبْتَرُ ۝٣﴾ الكوثر آية 1 -3.
ولا يجوز وضعها قبل الآية ألبته، فلذلك لا توجد في أوائل السُّوَر، وتُوجد دائما في أواخرها.
14. تدل هذه العلامة  على بداية الأجزاء والأحزاب وأنصافها وأرباعها.
15. وضعُ خطٍّ أُفقيٍّ فوق كلمة يدل على سبب السَّجدة.
16. وضع هذه العلامة  بعد كلمة يدل على موضع السجدة نحو: ﴿وَلِلَّهِ يَسْجُدُ مَا فِي السَّمَاوَاتِ وَمَا فِي الْأَرْضِ مِنْ دَابَّةٍ وَالْمَلَائِكَةُ وَهُمْ لَا يَسْتَكْبِرُونَ ۝٤٩ يَخَافُونَ رَبَّهُمْ مِنْ فَوْقِهِمْ وَيَفْعَلُونَ مَا يُؤْمَرُونَ ۝٥٠﴾ النحل: 49- 50.
17. وضع النقطة الخالية الوسط المُعَيَّنة الشكل () تحت الراء في قوله تعالى: ﴿وَقَالَ ارْكَبُوا فِيهَا بِسْمِ اللَّهِ مَجْرَاهَا وَمُرْسَاهَا إِنَّ رَبِّي لَغَفُورٌ رَحِيمٌ ۝٤١﴾ هود آية 41 إمالة الألف إلى الياء، يدل على إمالة الفتحة إلى الكسرة، وإمالة الألف إلى الياء. وكان النُّقَّاط يضعونها دائرة حمراء فلما تعسر ذلك في المطابع عُدِل إلى الشكل المُعَيَّن.
18. وضعُ النقطة المذكورة فوق آخر الميم قُبَيْل النون المشدّدة من قوله تعالى: ﴿قَالُوا يَا أَبَانَا مَا لَكَ لَا تَأْمَنَّا عَلَى يُوسُفَ وَإِنَّا لَهُ لَنَاصِحُونَ ۝١١﴾ يوسف آية 11 -الإشمام، يَدُلُّ على الإشمام (وهو ضم الشفتين) كمن يريد النطق بضمة إشارة إلى أن الحركة المحذوفة ضمة (من غير أن يظهر لذلك أثر في النطق (كيفية أداء الإشمام: وهو ضم الشفتين بعيد النطق بالحرف الساكن).

## علامات الوقف والمد في المصحف الشريف
علامات الوقف في المصحف الشريف هي كتالي:
- (مـ) علامة الوقف اللازم، نحو قوله تعالى:

سورة الأنعام آية 36
- (لا) علامةُ الوقف الممنوع، نحو قوله تعالى:

سورة النحل آية 32
- (ج) علامة الوقف الجائز جوازا مستوي الطَّرفين، نحو قوله تعالى:

سورة الكهف آية 13
- (صلے) علامة الوقف الجائز مع كون الوصل أوْلَى، نحو قوله تعالى:

سورة الأنعام آية 17
- (قلے) علامة الوقف الجائز مع كون الوقف أوْلَى، نحو قوله تعالى:

سورة الكهف آية 22
- .•.. •. (علامة تعانق الوقف) تفيد جواز الوقف بأحد الموضعين وليس في كليهما.
- ه للدلالة على زيادة الحرف وعدم النطق به.
- للدلالة على زيادة الحرف حين الوصل.
- ًٍ ٌ للدلالة على إظهار التنوين.
- ا و، ن للدلالة على النطق بالحروف المتروكة.
- س للدلالة على النطق بالسين بدل الصاد

وإذا وضعت بالأسفل فالنطق بالصاد أشهر.
- ~ للدلالة على لزوم المد.